# Roland Renner
Roland Renner (* 1951 in München) ist ein deutscher Schauspieler.

## Leben
Die Großeltern des gelernten Puppenmachers Roland Renner besaßen ein Wander-Marionettentheater, er selber hatte ein eigenes Atelier in seiner Geburtsstadt. Nachdem er einer Freundin gegenüber den Wunsch angedeutet hatte, selber einmal auf der Bühne stehen zu wollen, meldete diese ihn zum Vorsprechen an der Otto-Falckenberg-Schule an, wo Renner von 1975 bis 1978 seine schauspielerische Ausbildung erhielt. Bereits 1977 debütierte er an den Münchner Kammerspielen in Harald Clemens Inszenierung Pioniere in Ingolstadt von Marieluise Fleißer. Renner begann seine Bühnenlaufbahn am Schauspiel Köln und spielte und spielt seitdem an zahlreichen bedeutenden deutschsprachigen Bühnen im In- und Ausland, wie dem Bayerischen Staatsschauspiel, den Hamburger Kammerspielen, den Staatstheatern in Hannover und Stuttgart, dem Schauspielhaus Zürich, dem Hamburger Schauspielhaus, dem Ernst-Deutsch-Theater, in Berlin an der Volksbühne oder bei den Festspielen in Salzburg und Worms. Neben zahllosen anderen Rollen war Renner 2010 Fürst Pückler in der Uraufführung von Christoph Klimkes Monolog Fürst Pücklers Utopia am Staatstheater Cottbus, 2015 spielte er an den Hamburger Kammerspielen neben seinem Kollegen Ulrich Bähnk die Rolle des Stan Laurel in Laurel und Hardy von Tom McGrath unter der Regie von Michael Bogdanov, bei den Nibelungenfestspielen in Worms stellte er zwischen 2006 und 2014 viermal den König Gunther dar. Im Laufe seiner Karriere arbeitete Renner mit Regisseuren wie Luc Bondy, Niels-Peter Rudolph, Wilfried Minks, Jürgen Flimm oder Dieter Wedel zusammen.
Gelegentlich ist Roland Renner sowohl als Sprecher von Hörspielen und -büchern als auch als Fernsehschauspieler tätig. Nach seinem Kameradebüt in einer Folge der Krimiserie Der Alte 1978, war er u. a. in zwei Tatort-Episoden und als Gastdarsteller in den Serien Doppelter Einsatz, Der Dicke, Ein Fall für zwei oder Notruf Hafenkante zu sehen.

## Filmografie (Auswahl)
- 1978: Der Alte – Bumerang
- 1992: Hamburger Gift
- 1994: Doppelter Einsatz – Damenopfer
- 1995: Der Mann auf der Bettkante
- 1996: Tatort – Parteifreunde
- 1998: Hundert Jahre Brecht
- 1998: Ein Mann stürzt ab
- 2001: Der Tunnel
- 2006: Mozart – Ich hätte München Ehre gemacht
- 2006: Tatort – Stille Tage
- 2007: Der Dicke – Große Pläne
- 2008: Ein Fall für zwei – Eine fatale Entscheidung
- 2010: Der Gewaltfrieden
- 2011: Konterrevolution – Der Kapp-Lüttwitz-Putsch 1920
- 2012: Friedrich – Ein deutscher König
- 2012: Die Machtergreifung
- 2012: Notruf Hafenkante – Am Ende alles auf Anfang

## Hörspiele
- 1983: Mitten am hellichten Tag – Regie: Hein Bruehl
- 1985: Old Charlie – Regie: Walter Adler
- 2002: Der teuerste Kopf der Welt – Regie: Beate Andres
- 2015: Die Versuchung des heiligen Antonius – Regie: Jörg Diernberger